# Гульченко Роман Олегович
Рома́н Оле́гович Гульченко (29 серпня 1986, м. Татарбунари, Одеська область, Українська РСР — 30 січня 2017, с. Водяне, Ясинуватський район, Донецька область, Україна) — український військовослужбовець, десантник, молодший сержант Збройних сил України, учасник російсько-української війни.

## Життєпис
Народився 1986 року в місті Татарбунари на Одещині. 2004 року закінчив 11 класів Татарбунарської загальноосвітньої школи № 1 ім. В. З. Тура. Батько працював у міліції, і Роман змалку мріяв стати військовим, або міліціонером. Вступив на юридичний факультет технікуму економіки та права. Одружившись, мешкав із сім'єю у с. Дальник Одеської області, працював начальником охорони у торговому центрі меблів. Після розлучення повернувся до рідного міста, працював охоронцем на СТО та у ювелірній крамниці.
12 травня 2008 року вступив на військову службу за контрактом, яку розпочав на посаді стрільця у в/ч А0403. Служив у Миколаєві та Дніпрі.
В серпні 2014 добровільно вступив на контрактну службу в 79-у окрему десантно-штурмову бригаду, в/ч А0224, м. Миколаїв. Виконував бойові завдання в зоні проведення антитерористичної операції на Сході України.
Учасник оборони Донецького аеропорту. В лютому 2015-го в районі Дебальцевого взвод Гульченка виконав успішну операцію із захоплення в полон бойовиків. Був поранений у бою в с. Логвинове. Отримав військове звання молодшого сержанта, призначений командиром десантно-штурмового взводу десантно-штурмової роти 1-го десантно-штурмового батальйону.
Загинув 30 січня 2017 року від поранень, що отримав у бою поблизу села Водяне Ясинуватського району. Противник застосував танки, артилерію та міномети. Під час бою по позиції десантників влучила міна калібру 82-мм, Роман загинув від чисельних поранень, прикривши своїх товаришів.
1 лютого з десантником прощались у військовій частині в Миколаєві. Похований в Татарбунарах.
Залишилися батьки Тетяна Володимирівна і Олег Олександрович, сестра Ольга та 6-річна донька.

## Нагороди та вшанування
- Указом Президента України № 144/2015 від 14 березня 2015 року, «за особисту мужність і високий професіоналізм, виявлені у захисті державного суверенітету та територіальної цілісності України», нагороджений орденом «За мужність» III ступеня[6].
- Указом Президента України № 22/2017 від 1 лютого 2017 року, «за особисту мужність і самовідданість, виявлені у захисті державного суверенітету та територіальної цілісності України, вірність військовій присязі», нагороджений орденом «За мужність» II ступеня (посмертно)[7].
- Рішенням сесії Татарбунарської міськради від 14 вересня 2017 року вулицю Московську перейменували на вулицю загиблого героя АТО Романа Гульченка.
- На фасаді Татарбунарської загальноосвітньої школи № 1 ім. В. З. Тура (вул. Барінова, 10), де навчався Роман з 1993 по 2004 рік, йому встановлено меморіальну дошку.
- Вшановується в меморіальному комплексі «Зала пам'яті», в щоденному ранковому церемоніалі 30 січня[8][9].